# 仮病 (曲)
「仮病」（けびょう）は、日本のガールズバンドアイドル ザ・コインロッカーズの楽曲。秋元康が作詞、YU-JINが作曲した。 2020年10月9日に配信限定シングルとしてワーナーミュージック・ジャパンから発売された

## 背景とリリース
- 前作「夢がない僕が夢をみたんだ」から約3ヶ月ぶりの配信シングルとなる。

## メディアでの使用
仮病
MBS/TBSドラマイズム『荒ぶる季節の乙女どもよ。』エンディングテーマ曲。

## 収録内容
1. 仮病
作詞：秋元康
作曲・編曲：YU-JIN
2. 小田急線
作詞：秋元康
作曲・編曲：YU-JIN

## メンバー

### 仮病
宇都宮未来、有働優菜、Emily、絹本夏海、後藤理花、下島輝星、田村愛美鈴、成澤愛実、HANNA、船井美玖、松本璃奈、森ふた葉、Яuu